# Список анимационных фильмов Pixar
Pixar — это американская киностудия, работающая в жанре компьютерной анимации. Расположена в Эмеривилл, Калифорния, США. Студия заработала множество наград за свои художественные фильмы и другие работы, а именно двадцать шесть «Оскаров», шесть «Золотых глобусов» и три «Грэмми». Pixar — самая известная киностудия, создающая компьютерную анимацию в программе PhotoRealistic RenderMan, промышленный формат рендеринга для 3D-анимации, разработанный самой компанией.
По состоянию на июль 2025 года, киностудия «Pixar» выпустила 29 полнометражных мультфильмов, все были выпущены под знаком Walt Disney Pictures. Компания создала свой первый полнометражный фильм, «История игрушек», в 1995 году. Фильм победил в одной из четырёх номинаций на премию «Оскар». На волне успеха в 1998 Pixar выпускает свою вторую работу «Приключения Флика». Следующий проект компании, «История игрушек 2», был выпущен в 1999 году, и за ним последовали семь кинокартин: «Корпорация монстров» (2001), «В поисках Немо» (2003), «Суперсемейка» (2004), «Тачки» (2006), «Рататуй» (2007), «ВАЛЛ-И» (2008) и «Вверх» (2009), которые оказались весьма успешными.
Одиннадцатый фильм киностудии, «История игрушек: Большой побег» (2010), был самым кассовым анимационным фильмов всех времён, пока его не превзошел в марте 2014 года мультфильм «Холодное сердце» кинокомпании Walt Disney Animation Studios. Двенадцатый фильм Pixar, «Тачки 2» (2011), который являлся продолжением «Тачек», стал вторым фильмом-сиквелом студии. Оба фильма, наряду с «Университетом монстров», являлись самыми дорогостоящими фильмами когда-либо созданными Pixar. Ориентировочно бюджет каждого составлял $170–200 млн.
Тринадцатый фильм киностудии, «Храбрая сердцем» (2012), имел предполагаемый бюджет в $185 млн. Релизы 2015 года: «Головоломка» и «Хороший динозавр» — первый в истории Pixar случай, когда киностудия выпускает сразу два фильма за один календарный год. Вторым подобным случаем стали релизы 2017 года: «Тачки 3», который также является вторым фильмом-триквелом Pixar, и «Тайна Коко».
В 2024 году вышел мультфильм «Головоломка 2», в 2025 выйдет мультфильм «Элио», а в 2026 году выйдет «История игрушек 5». Кроме того, зарезервировано ещё 26 марта 2026 года.

## Фильмы

### Выпущенные
| #  | Фильм                                              | Дата релиза     | Дата релиза                | Режиссёр(ы)                                          | Сценаристы                                                   | Сценаристы                                                                     | Продюсер(ы)                          | Композитор(ы)               |
| #  | Фильм                                              | США             | Россия                     | Режиссёр(ы)                                          | Сюжет                                                        | Сценарий                                                                       | Продюсер(ы)                          | Композитор(ы)               |
| -- | -------------------------------------------------- | --------------- | -------------------------- | ---------------------------------------------------- | ------------------------------------------------------------ | ------------------------------------------------------------------------------ | ------------------------------------ | --------------------------- |
| 1  | «История игрушек» англ. Toy Story                  | 22 ноября 1995  | 21 декабря 1995 [уточнить] | Джон Лассетер                                        | Джон Лассетер, Пит Доктер, Эндрю Стэнтон и Джо Рэнфт         | Джосс Уидон, Эндрю Стэнтон, Джоэл Коэн и Алек Соколоу                          | Ральф Гуггенхайм и Бонни Арнольд     | Рэнди Ньюман                |
| 2  | «Приключения Флика» англ. A Bug’s Life             | 25 ноября 1998  | 20 марта 1999 [уточнить]   | Джон Лассетер Сорежиссёр: Эндрю Стэнтон              | Джон Лассетер, Андрю Стэнтон и Джо Рэнфт                     | Эндрю Стэнтон, Дональд Мак-Энери и Боб Шоу                                     | Дарла К. Андерсон и Кевин Реэр       | Рэнди Ньюман                |
| 3  | «История игрушек 2» англ. Toy Story 2              | 24 ноября 1999  | 16 марта 2000 [уточнить]   | Джон Лассетер Сорежиссёры: Ли Анкрич и Эш Брэннон    | Джон Лассетер, Пит Доктер, Эш Брэннон и Эндрю Стэнтон        | Эндрю Стэнтон, Рита Хзиао, Дуг Чемберлен и Крис Уэбб                           | Хелен Плоткин и Карен Роберт Джексон | Рэнди Ньюман                |
| 4  | «Корпорация монстров» англ. Monsters, Inc.         | 2 ноября 2001   | 21 марта 2002              | Пит Доктер Сорежиссёры: Ли Анкрич и Дэвид Сильверман | Пит Доктер, Джилл Калтон, Джефф Пиджен и Ральф Эгглстон      | Эндрю Стэнтон и Дэн Джерсон                                                    | Дарла К. Андерсон                    | Рэнди Ньюман                |
| 5  | «В поисках Немо» англ. Finding Nemo                | 30 мая 2003     | 25 декабря 2003            | Эндрю Стэнтон Сорежиссёр: Ли Анкрич                  | Эндрю Стэнтон                                                | Эндрю Стэнтон, Боб Питерсон и Дэвид Рейнольдс                                  | Грэм Уолтерс                         | Томас Ньюман                |
| 6  | «Суперсемейка» англ. The Incredibles               | 5 ноября 2004   | 23 декабря 2004            | Брэд Бёрд                                            | Брэд Бёрд                                                    | Брэд Бёрд                                                                      | Джон Уолкер                          | Майкл Джаккино              |
| 7  | «Тачки» англ. Cars                                 | 9 июня 2006     | 15 июня 2006               | Джон Лассетер Сорежиссёр: Джо Рэнфт                  | Джон Лассетер, Джо Рэнфт и Йорген Клюбен                     | Дэн Фогельман, Джон Лассетер, Джо Рэнфт, Кил Мюррэй, Фил Лорин и Йорген Клюбен | Дарла К. Андерсон                    | Рэнди Ньюман                |
| 8  | «Рататуй» англ. Ratatouille                        | 29 июня 2007    | 28 июня 2007               | Брэд Бёрд Сорежиссёр: Ян Пинкава                     | Ян Пинкава , Джим Капобьянко и Брэд Бёрд                     | Брэд Бёрд                                                                      | Брэд Льюис                           | Майкл Джаккино              |
| 9  | «ВАЛЛ-И» англ. WALL-E                              | 27 июня 2008    | 3 июля 2008                | Эндрю Стэнтон                                        | Эндрю Стэнтон и Пит Доктер                                   | Эндрю Стэнтон и Джим Рирдон                                                    | Джим Моррис                          | Томас Ньюман                |
| 10 | «Вверх» англ. Up                                   | 29 мая 2009     | 28 мая 2009                | Пит Доктер Сорежиссёр: Боб Питерсон                  | Пит Доктер, Боб Питерсон и Том Маккарти                      | Боб Питерсон и Пит Доктер                                                      | Йонас Ривера                         | Майкл Джаккино              |
| 11 | «История игрушек: Большой побег» англ. Toy Story 3 | 18 июня 2010    | 17 июня 2010               | Ли Анкрич                                            | Джон Лассетер, Эндрю Стэнтон и Ли Анкрич                     | Майкл Арндт                                                                    | Дарла К. Андерсон                    | Рэнди Ньюман                |
| 12 | «Тачки 2» англ. Cars 2                             | 24 июня 2011    | 23 июня 2011               | Джон Лассетер Сорежиссёр: Брэд Льюис                 | Джон Лассетер, Брэд Льюис и Дэн Фогельман                    | Бэн Куин                                                                       | Дениз Рим                            | Майкл Джаккино              |
| 13 | «Храбрая сердцем» англ. Brave                      | 22 июня 2012    | 21 июня 2012               | Марк Эндрюс и Бренда Чапман Сорежиссёр: Стив Пурселл | Бренда Чапман                                                | Марк Эндрюс, Стив Пурселл, Бренда Чапман и Ирен Меччи                          | Кэтрин Сарафян                       | Патрик Дойл                 |
| 14 | «Университет монстров» англ. Monsters University   | 21 июня 2013    | 20 июня 2013               | Дэн Скэнлон                                          | Дэн Скэнлон, Дэн Джерсон и Роберт Л. Бейрд                   | Дэн Скэнлон, Дэн Джерсон и Роберт Л. Бейрд                                     | Кори Рей                             | Рэнди Ньюман                |
| 15 | «Головоломка» англ. Inside Out                     | 19 июня 2015    | 18 июня 2015               | Пит Доктер Сорежиссёр: Роналдо дель Кармен           | Пит Доктер и Роналдо дель Кармен                             | Пит Доктер, Мэг ЛеФов и Джош Кулиey                                            | Йонас Ривера                         | Майкл Джаккино              |
| 16 | «Хороший динозавр» англ. The Good Dinosaur         | 25 ноября 2015  | 26 ноября 2015             | Питер Сон                                            | Питер Сон, Эрик Бенсон, Мэг ЛеФов, Келси Манн и Боб Питерсон | Мэг ЛеФов                                                                      | Дениз Рим                            | Майкл и Джефф Данна         |
| 17 | «В поисках Дори» англ. Finding Dory                | 17 июня 2016    | 16 июня 2016               | Эндрю Стэнтон Сорежиссёр: Энгус МакЛэйн              | Виктория Страус, Эндрю Стэнтон и Боб Питерсон                | Эндрю Стэнтон                                                                  | Линдси Коллинз                       | Томас Ньюман                |
| 18 | «Тачки 3» англ. Cars 3                             | 16 июня 2017    | 15 июня 2017               | Брайан Фи                                            | Брайан Фи, Эял Поделл, Бен Квин и Джонатан Э. Стюарт         | Кил Мюррэй, Боб Питерсон и Майк Рич                                            | Кевин Реэр                           | Рэнди Ньюман                |
| 19 | «Тайна Коко» англ. Coco                            | 22 ноября 2017  | 23 ноября 2017             | Ли Анкрич                                            | Андреан Молина                                               | Ли Анкрич                                                                      | Дарла К. Андерсон                    | Майкл Джаккино              |
| 20 | «Суперсемейка 2» англ. Incredibles 2               | 15 июня 2018    | 14 июня 2018               | Брэд Бёрд                                            | Брэд Бёрд                                                    | Брэд Бёрд                                                                      | Джон Лассетер                        | Майкл Джаккино              |
| 21 | «История игрушек 4» англ. Toy Story 4              | 21 июня 2019    | 20 июня 2019               | Джон Лассетер Сорежиссёр: Джош Кули                  | Джон Лассетер, Эндрю Стэнтон, Пит Доктер и Ли Анкрич         | Рашида Джонс и Уилл Маккормак                                                  | Галин Сасман                         | Рэнди Ньюман                |
| 22 | «Вперёд» англ. Onward                              | 6 марта 2020    | 5 марта 2020               | Дэн Скэнлон                                          | Дэн Скэнлон К. С. Андерсон                                   | Дэн Скэнлон К. С. Андерсон                                                     | Кори Рэй                             | Майкл Данна Джефф Данна     |
| 23 | «Душа» англ. Soul                                  | 25 декабря 2020 | 21 января 2021             | Пит Доктер                                           | Пит Доктер, Майк Джонс и Кемп Пауэрс                         | Пит Доктер, Майк Джонс и Кемп Пауэрс                                           | Дана Мюррей                          | Трент Резнор и Аттикус Росс |
| 24 | «Лука» англ. Luca                                  | 18 июня 2021    | 17 июня 2021               | Энрико Касароса                                      | Джесси Эндрюс и Майк Джонс                                   | Джесси Эндрюс и Майк Джонс                                                     | Андреа Уоррен                        | Дэн Ромер                   |
| 25 | «Я краснею» англ. Turning Red                      | 11 марта 2022   | Отменена                   | Доми Ши                                              | Джулия Чо, Доми Ши, Сара Стричер                             | Доми Ши Джулия Чо                                                              | Линдси Коллинз                       | Людвиг Йоранссон            |
| 26 | «Базз Лайтер» англ. Lightyear                      | 17 июня 2022    | Отменена                   | Энгус Маклейн                                        | Маклейн, Мэттью Олдрич и Джейсон Хэдли                       | Хэдли и Маклейн                                                                | Галин Сусман                         | Майкл Джаккино              |
| 27 | «Элементарно» англ. Elemental                      | 16 июня 2023    | н/д                        | Питер Сон                                            | Питер Сон, Джон Хоберг, Кэт Ликкел, Бренда Хсю               | Джон Хоберг, Кэт Ликкел, Бренда Хсю                                            | Дениз Рим                            | Томас Ньюман                |
| 28 | «Головоломка 2» англ. Inside Out 2                 | 14 июня 2024    | н/д                        | Келси Манн                                           | Мег Лефов и Дэйв Гольштейн                                   | Мег Лефов и Дэйв Гольштейн                                                     | Марк Нильсен                         | Андреа Датцман              |
| 29 | «Элио» англ. Elio                                  | 20 июня 2025    | н/д                        | Мадлен Шарафьян, Доми Ши и Эдриан Молина             | Джулия Чо, Марк Хаммер, Майк Джонс                           | Эдриан Молина, Мадлен Шарафьян, Доми Ши, Джулия Чо                             | Мэри Элис Драмм                      | Роб Симонсен                |

### Предстоящие
| #  | Фильм                                 | Дата релиза  | Дата релиза | Режиссёр(ы)                                   | Сценаристы    | Сценаристы    | Продюсер(ы)          | Композитор(ы) | Статус производства | Примечания                  |
| #  | Фильм                                 | США          | Россия      | Режиссёр(ы)                                   | Сюжет         | Сценарий      | Продюсер(ы)          | Композитор(ы) | Статус производства | Примечания                  |
| -- | ------------------------------------- | ------------ | ----------- | --------------------------------------------- | ------------- | ------------- | -------------------- | ------------- | ------------------- | --------------------------- |
| 30 | «Прыгуны» англ. Hoppers               | 6 марта 2026 | н/д         | Дэниэл Чонг                                   | Дэниэл Чонг   | Дэниэл Чонг   | Николь Паради Гриндл | TBA           | В производстве      | [ 5 ] [ 6 ] [ 7 ] [ 8 ]     |
| 31 | «История игрушек 5» англ. Toy Story 5 | 19 июня 2026 | н/д         | Эндрю СтэнтонСорежиссёр: Маккенна Джин Харрис | Эндрю Стэнтон | Эндрю Стэнтон | Джессика Чой         | TBA           | В производстве      | [ 11 ] [ 12 ] [ 13 ] [ 14 ] |
| 32 | англ. Gatto                           | 2027         | н/д         | Энрико Касароса                               | TBA           | TBA           | Андреа Уоррен        | TBA           | В производстве      | [ 15 ] [ 16 ] [ 17 ] [ 18 ] |
| 33 | «Тайна Коко 2» англ. Coco 2           | 2029         | н/д         | Ли АнкричСорежиссёр: Эдриан Молина            | TBA           | TBA           | Марк Нилсен          | TBA           | Пре-продакшн        | [ 19 ] [ 20 ]               |
| 34 | «Суперсемейка 3» англ. Incredibles 3  | TBA          | н/д         | Питер Сон                                     | Брэд Бёрд     | Брэд Бёрд     | Дана Мюррей          | TBA           | Пре-продакшн        | [ 21 ] [ 22 ] [ 23 ] [ 24 ] |
| 35 | «Тачки 4» англ. Cars 4                | TBA          | н/д         | TBA                                           | TBA           | TBA           | TBA                  | TBA           | Пре-продакшн        |                             |

#### Проекты в разработке
Кроме того, Энрико Касароса, Дэниел Чонг, Афтон Корбин, Брайан Фи, Кристен Лестер, Дэн Скэнлон, Доми Ши и Розана Салливан работали над своими соответствующими безымянными мультфильмами, все из которых были бы основаны на оригинальных идеях.
В ноябре 2023 года креативный директор франшизы «Тачки» Джей Уорд сказал, что он работает над несколькими проектами франшизы, включая возможные «Тачки 4».

### Производственный цикл
В июле 2013 года тогдашний президент Pixar Studios Эдвин Катмулл сказал, что студия планирует выпускать один оригинальный мультфильм каждый год и продолжение раз в два года в рамках стратегии выпуска «полтора фильма в год». 3 июля 2016 года президент Pixar Джим Моррис объявил, что студия, возможно, отойдет от продолжений после «Истории игрушек 4», и Pixar разрабатывала оригинальные идеи только с пятью фильмами в разработке на момент объявления.

### Отменённый проект
Фильм под названием «Тритон» (англ. Newt) (который должен был снять Гэри Райдстром) был анонсирован в апреле 2008 года. Pixar планировала выпустить его в 2011 году; позже мультфильм был перенесён на 2012 год, в 2010 году проект был вовсе отменён. Джон Лассетер отметил, что предложенная сюжетная линия мультфильма была похожа на сюжет фильма «Рио» студии «Blue Sky», который был выпущен в 2011 году. В марте 2014-го в интервью Эдвин Катмулл заявил, что к производству «Тритона» даже не приступали. Когда проект был передан Питу Доктеру, режиссёру мультфильма «Вверх», он переиграл идею, предложенную Pixar, и эта концепция легла в основу «Головоломки».

### Совместное производство
«Базз Лайтер из звёздной команды: Приключения начинаются» — анимационный фильм, предназначенный для домашнего просмотра, созданный в 2000 году компанией Disney Television Animation совместно с Pixar. Фильм положил начало телевизионному сериалу, в вступительной заставке которого использовалась компьютерная графика, созданная Pixar.

### Родственные проекты
«Джон Картер» — игровой фильм Дисней, основанный на романе Эдгара Райса Берроуза, «Принцесса Марса», который был написан в соавторстве с режиссёром Эндрю Стэнтонем. Фильм вышел 9 марта 2012 года и получил неоднозначные отзывы критиков и более низкий результат в прокате. Дисней сообщил, что потерял на нём $200 млн.
«Самолёты» — спин-офф «Тачек», созданный DisneyToon Studios в соавторстве с исполнительным продюсером Джоном Лассетерем. Идея фильма зародилась из короткометражки «Аэро-Мэтр», которая вводит в аспекты «Самолётов» и заканчивается с намёком на будущую картину. Фильм вышел в прокат 9 августа 2013 года. Сиквел, «Самолёты: Огонь и вода», вышел 18 июля 2014 года.

## Восприятие

### Приём критиков и публики
| Фильм                | Rotten Tomatoes | Metacritic | CinemaScore | IMDb | КиноПоиск |
| -------------------- | --------------- | ---------- | ----------- | ---- | --------- |
| История игрушек      | 100 % / 92 %    | 95         | A           | 8.3  | 7.9       |
| Приключения Флика    | 92 % / 73 %     | 77         | A           | 7.2  | 7.6       |
| История игрушек 2    | 100 % / 86 %    | 88         | A+          | 7.9  | 7.7       |
| Корпорация монстров  | 96 % / 90 %     | 79         | A+          | 8.1  | 8.1       |
| В поисках Немо       | 99 % / 86 %     | 90         | A+          | 8.1  | 7.9       |
| Суперсемейка         | 97 % / 75 %     | 90         | A+          | 8.0  | 7.5       |
| Тачки                | 74 % / 79 %     | 73         | A           | 7.1  | 7.5       |
| Рататуй              | 96 % / 87 %     | 96         | A           | 8.0  | 8.0       |
| ВАЛЛ-И               | 95 % / 90 %     | 95         | A           | 8.4  | 8.3       |
| Вверх                | 98 % / 90 %     | 88         | A+          | 8.2  | 8.0       |
| История игрушек 3    | 98 % / 89 %     | 92         | A           | 8.3  | 7.8       |
| Тачки 2              | 39 % / 49 %     | 57         | A-          | 6.1  | 6.8       |
| Храбрая сердцем      | 78 % / 75 %     | 69         | A           | 7.1  | 7.4       |
| Университет монстров | 80 % / 81 %     | 65         | A           | 7.3  | 7.6       |
| Головоломка          | 98 % / 89 %     | 94         | A           | 8.1  | 8.0       |
| Хороший динозавр     | 76 % / 65 %     | 66         | A           | 6.7  | 7.1       |
| В поисках Дори       | 94 % / 84 %     | 77         | A           | 7.3  | 7.4       |
| Тачки 3              | 69 % / 69 %     | 59         | A           | 6.7  | 7.1       |
| Тайна Коко           | 97 % / 94 %     | 81         | A+          | 8.4  | 8.6       |
| Суперсемейка 2       | 93 % / 84 %     | 80         | A+          | 7.6  | 7.4       |
| История игрушек 4    | 97 % / 94 %     | 84         | A           | 7.8  | 7.6       |
| Вперёд               | 88 % / 95 %     | 61         | A-          | 7.4  | 7.6       |
| Душа                 | 96 % / 88 %     | 83         | -           | 8.1  | 8.3       |
| Лука                 | 91 % / 86 %     | 71         | -           | 7.5  | 7.7       |
| Я краснею            | 95 % / 67 %     | 83         | -           | 7.0  | 7.1       |
| Базз Лайтер          | 74 % / 60 %     | 60         | A-          | 6.1  | 6.4       |
| Элементарно          | 73 % / 86 %     | 58         | A           | 7.0  | 7.7       |
| Головоломка 2        | 92 %            | 74         |             |      | 8.1       |

### Кассовые сборы
| Фильм                | Бюджет       | Кассовые сборы | Кассовые сборы | Кассовые сборы | Ссылки        |
| Фильм                | Бюджет       | США и Канада   | Другие страны  | Сборы в мире   | Ссылки        |
| -------------------- | ------------ | -------------- | -------------- | -------------- | ------------- |
| История игрушек      | $30 млн      | $191 796 233   | $181 757 800   | $373 554 033   | [ 43 ] [ 44 ] |
| Приключения Флика    | $120 млн     | $162 798 565   | $200 460 294   | $363 258 859   | [ 45 ]        |
| История игрушек 2    | $90 млн      | $245 852 179   | $251 522 597   | $497 374 776   | [ 46 ]        |
| Корпорация монстров  | $115 млн     | $289 916 256   | $342 400 393   | $632 316 649   | [ 47 ]        |
| В поисках Немо       | $94 млн      | $339 714 978   | $531 300 000   | $871 014 978   | [ 48 ]        |
| Суперсемейка         | $92 млн      | $261 441 092   | $370 165 621   | $631 606 713   | [ 49 ]        |
| Тачки                | $120 млн     | $244 082 982   | $217 900 167   | $461 983 149   | [ 50 ]        |
| Рататуй              | $150 млн     | $206 445 654   | $417 280 431   | $623 726 085   | [ 51 ]        |
| ВАЛЛ-И               | $180 млн     | $223 808 164   | $297 503 696   | $521 311 860   | [ 52 ]        |
| Вверх                | $175 млн     | $293 004 164   | $442 094 918   | $735 099 082   | [ 53 ]        |
| История игрушек 3    | $200 млн     | $415 004 880   | $651 964 823   | $1 066 969 703 | [ 54 ]        |
| Тачки 2              | $200 млн     | $191 452 396   | $368 400 000   | $559 852 396   | [ 55 ]        |
| Храбрая сердцем      | $185 млн     | $237 283 207   | $301 700 000   | $538 983 207   | [ 56 ]        |
| Университет монстров | $200 млн     | $268 492 764   | $475 066 843   | $743 559 607   | [ 57 ] [ 58 ] |
| Головоломка          | $175 млн     | $356 461 711   | $501 149 463   | $857 611 174   | [ 59 ]        |
| Хороший динозавр     | $175 млн     | $123 087 120   | $209 120 551   | $332 207 671   | [ 60 ] [ 61 ] |
| В поисках Дори       | $200 млн     | $486 295 561   | $542 275 328   | $1 028 570 889 | [ 62 ] [ 63 ] |
| Тачки 3              | $175 млн     | $152 901 115   | $231 029 541   | $383 930 656   | [ 64 ] [ 65 ] |
| Тайна Коко           | $175 млн     | $209 726 015   | $597 356 181   | $807 082 196   | [ 66 ] [ 67 ] |
| Суперсемейка 2       | $200 млн     | $608 581 744   | $634 223 615   | $1 242 805 359 | [ 68 ] [ 69 ] |
| История игрушек 4    | $200 млн     | $434 038 008   | $639 356 585   | $1 073 394 593 | [ 70 ] [ 71 ] |
| Вперёд               | $175-200 млн | $61 555 145    | $80 381 763    | $141 936 908   | [ 72 ]        |
| Душа                 | $150 млн     | N/A            | $121 031 304   | $121 031 304   | [ 73 ] [ 74 ] |
| Лука                 | -            | -              | $49 750 471    | $49 750 471    | [ 75 ]        |
| Я краснею            | $175 млн     | -              | $20 122 621    | $20 122 621    | [ 76 ]        |
| Базз Лайтер          | $200 млн     | $118 307 188   | $108 118 232   | $226 425 420   | [ 77 ]        |

### Номинации на премию «Оскар»
| Фильм               | Лучший фильм | Лучший анимационный фильм | Лучший оригинальный сценарий | Лучший адаптированный сценарий | Лучшая музыка к фильму | Лучшая песня к фильму | Лучший звук            | Лучший звук           | Другое               |
| Фильм               | Лучший фильм | Лучший анимационный фильм | Лучший оригинальный сценарий | Лучший адаптированный сценарий | Лучшая музыка к фильму | Лучшая песня к фильму | Лучший звуковой монтаж | Лучшее сведение звука | Другое               |
| ------------------- | ------------ | ------------------------- | ---------------------------- | ------------------------------ | ---------------------- | --------------------- | ---------------------- | --------------------- | -------------------- |
| История игрушек     |              | Номинация не введена      | Номинация                    |                                | Номинация              | Номинация             |                        |                       | За особые достижения |
| Приключения Флика   |              | Номинация не введена      |                              |                                | Номинация              |                       |                        |                       |                      |
| История игрушек 2   |              | Номинация не введена      |                              |                                |                        | Номинация             |                        |                       |                      |
| Корпорация монстров |              | Номинация                 |                              |                                | Номинация              | Победа                | Номинация              |                       |                      |
| В поисках Немо      |              | Победа                    | Номинация                    |                                | Номинация              |                       | Номинация              |                       |                      |
| Суперсемейка        |              | Победа                    | Номинация                    |                                |                        |                       | Победа                 | Номинация             |                      |
| Тачки               |              | Номинация                 |                              |                                |                        | Номинация             |                        |                       |                      |
| Рататуй             |              | Победа                    | Номинация                    |                                | Номинация              |                       | Номинация              | Номинация             |                      |
| ВАЛЛ-И              |              | Победа                    | Номинация                    |                                | Номинация              | Номинация             | Номинация              | Номинация             |                      |
| Вверх               | Номинация    | Победа                    | Номинация                    |                                | Победа                 |                       | Номинация              |                       |                      |
| История игрушек 3   | Номинация    | Победа                    |                              | Номинация                      |                        | Победа                | Номинация              |                       |                      |
| Храбрая сердцем     |              | Победа                    |                              |                                |                        |                       |                        |                       |                      |
| Головоломка         |              | Победа                    | Номинация                    |                                |                        |                       |                        |                       |                      |
| Тайна Коко          |              | Победа                    |                              |                                |                        | Победа                |                        |                       |                      |
| Суперсемейка 2      |              | Номинация                 |                              |                                |                        |                       |                        |                       |                      |
| История игрушек 4   |              | Победа                    |                              |                                |                        | Номинация             |                        |                       |                      |
| Вперёд              |              | Номинация                 |                              |                                |                        |                       |                        |                       |                      |
| Душа                |              | Победа                    |                              |                                | Победа                 |                       | Номинация              | Номинация             |                      |
| Лука                |              | Номинация                 |                              |                                |                        |                       |                        |                       |                      |

1. ↑  Согласно многочисленным источникам[25][26][27][28][29][30][31].
2. ↑  Начиная с 93-й церемонии вручения премии «Оскар», номинации «Лучшее сведение звука» и «Лучший звуковой монтаж» были объединены в одну номинацию «Лучший звук».